# RaiStereoDue
(La storica sigla di apertura di Rai Stereo Due con la voce di Fabrizio Centamori, dal 1982 al 1991)
RaiStereoDue era un canale radiofonico nazionale italiano della RAI, nato l'8 novembre 1982 sulla FM di Radio2.
La programmazione del canale iniziava alle 15.00 proponendo musica e notizie per un pubblico giovanile fino alle 24.00. Dalle 06.00 alle 15.00 i programmi di Radio2 erano diffusi a reti unificate sia in FM sia in AM, mentre a partire dalle 15.00 venivano diffusi solo in AM, lasciando spazio, sulle frequenze FM, a RaiStereoDue, canale in stereofonia. La programmazione di Radio2 e quella di RaiStereoDue si riunificavano solo per trasmettere le edizioni estese dei Gr delle ore 19.30 e 22.30 e i notiziari sul traffico. I Gr2 Flash (brevi) del pomeriggio andavano in onda separati su AM e FM.

## Storia
Con l'avvio della stereofonia in FM e per rispondere alla massiccia proliferazione delle radio private che si registrava in Italia a partire dalla cosiddetta sentenza di liberalizzazione dell'etere emessa nel 1976 dalla Corte Costituzionale, l'8 novembre del 1982 la Rai crea tre nuove reti in FM dalle 15 alle 6: RaiStereoUno, RaiStereoDue e RaiStereoNotte. Canali di musica e notizie più giovani e innovativi rispetto ai tradizionali Radio1 e Radio2, che invece continuavano a trasmettere in modulazione di ampiezza (AM) i loro programmi di stampo più convenzionale e destinati a fasce di età più alte.
L'idea di questi tre canali parziali (non trasmettono per 24 ore) è di Maurizio Riganti, già responsabile di trasmissioni culto come Alto gradimento e Gran varietà, il quale assume la guida di RaiStereoDue (la direzione di RaiStereoDue resta formalmente al direttore di Radio2) e, successivamente, di RadioVerdeRai.
I nuovi canali suscitano un tale interesse presso gli ascoltatori (e l'opinione pubblica in generale) che le denominazioni RaiStereoUno e RaiStereoDue rimangono impresse negli anni sostituendo persino quelle di RadioUno e RadioDue (anche il "brand" RaiStereoNotte rimane a lungo nella mente del pubblico come una sorta di marchio di qualità della programmazione musicale). Persino dopo la chiusura, nel 1991, di RaiStereoUno, RaiStereoDue e RaiStereoNotte, i canali sostitutivi (StereoRai e RadioVerdeRai), continuano a essere chiamati e riconosciuti coi precedenti nomi. E, dopo la chiusura dei due canali sostitutivi, nel 1994, per molti anni a seguire le prime due reti di RadioRai vengono chiamate dai radioascoltatori ancora RaiStereoUno e RaiStereoDue.

## Programmazione
RaiStereoDue aveva una identità popolare rivolta a un target di massa prettamente giovanile e femminile. La musica era principalmente pop contemporanea, con una costante ricerca di nuovi successi e talenti, anche se venivano programmati a profusione grandi "classici" del recente passato. La musica italiana era molto ben rappresentata: quasi la metà della programmazione musicale era composta da artisti italiani famosi ma anche emergenti, soprattutto nella prima parte (dalle 15.00 alle 19.30).
La programmazione quotidiana si articolava in due fasce:
- pomeridiana dalle 15.00 alle 19.30, con la trasmissione in diretta del programma Studio Due
- serale, dalle 20.00 alle 24.00, con la trasmissione in diretta del programma FM Musica

Entrambe erano condotte da due (a volte tre) conduttori insieme.
Nella fascia dalle 20,30 alle 21,00, poi estesa dalle 19,55 alle 21, la programmazione era destinata alla musica classica così da costituire uno spazio specifico chiamato StereodueClassic, condotto da musicisti e conoscitori della materia, tra cui Piero Caraba, Francesco Maria Marcucci, Lorenzo Macrì e Corrado Russo
La domenica pomeriggio dalle 14,30 alle 19,30, in contemporanea anche su Radio 2 in AM, e il mercoledì sera dalle 21 alle 24 andava in onda Stereo Sport: musica e informazione sportiva con la collaborazione della redazione sportiva del gr che fornivano tutti gli aggiornamenti sul campionato di calcio. Il programma era condotto da due conduttori in coppia, differenti rispetto a Studio Due e FM Musica, che intrattenevano con anche ospiti e giochi con gli ascoltatori. 
RaiStereoDue ebbe un tale successo negli ascolti da qualificarsi come l'emittente radiofonica musicale più ascoltata, apprezzata e riconosciuta degli anni '80.
Tra gli appuntamenti più importanti:
- I magnifici 10, rubrica durante cui si ascoltavano i 10 brani "in cerca di un posto in hit parade", insomma le ultimissime novità musicali con maggiori probabilità di affermarsi presso gli ascoltatori;  naturalmente la lista dei 10 brani veniva programmata per qualche giorno alla stessa ora (16.00), ma poi veniva sostituita con altri 10 nuovi brani;
- la storica Hit Parade, classifica ufficiale dei dischi più venduti in Italia, in onda alle ore 18.00, (il "meglio" andava in onda alle 22.00), condotta con uno stile più veloce, tecnico e meno parlato rispetto al passato. Il venerdì Hit Parade diventava All Time Parade, i numeri 1 nelle classifiche di vendita in Italia, Gran Bretagna e USA nella stessa settimana ma degli ultimi 30 anni;
- il DiscoNovità, il momento più atteso della sera, alle 21.30, con la programmazione di un nuovo singolo;
- il Mistereodue, in onda alle 17.00 e alle 21.00, uno spazio riservato ai giochi con gli ascoltatori (ai vincitori venivano regalati gli adesivi di RaiStereoDue, una radio portatile o altri premi);
- il Disco Ripetuto, cioè il disco della playlist che aveva il privilegio di essere programmato due volte, a distanza di poco tempo;
- l'incontro con gli artisti della canzone italiana e non, sempre alle 17.00 e alle 21.00, spesso per un'intera settimana, i quali oltre a proporre la loro musica, ed eventualmente il loro album in promozione, rispondevano alle domande degli ascoltatori che intervenivano in diretta;
- il Deejay Mix, una vera e propria rivoluzione per quei tempi: 30 minuti di musica mixata senza interruzione (invenzione di Mario Tagliaferri, il quale oltre a essere un conduttore radiofonico svolgeva anche il lavoro di disc jockey in discoteca).

RaiStereoDue è stata spesso presente ai concerti e agli eventi musicali più importanti, trasmettendoli in diretta, come nel caso del Festival di Sanremo, di cui per tante edizioni è stata la radio ufficiale. Trasmetteva in diretta, commentandoli, anche alcuni tra i più importanti concerti di musica sinfonica collegandosi con l'Auditorium della RAI del Foro Italico in Roma.
Dalle 24.00 alle 6.00 la programmazione si unificava con quella di RaiStereoUno per irradiare Rai Stereo Notte, mitico programma notturno "cult", dedicato alla musica abitualmente non programmata dalle emittenti commerciali.
RaiStereoDue chiuse i battenti il 31 marzo 1991, per far posto alla nuova emittente RadioVerdeRai, che a sua volta chiuse nel 1994.

## Curiosità
- La sigla ufficiale di apertura del programma pomeridiano "Studio2" è stata Last Train To Clarksville di George Benson su cui la voce ufficiale (di Fabrizio Centamori) diceva: «RaiStereoDue - musica e notizie in modulazione di frequenza dalle 15.00 alle 24.00».

- Il primo disco trasmesso è stato Avrai di Claudio Baglioni (notare il gioco su "Av-Rai": da questo momento - tu ascoltatore - AvRai un nuovo canale in stereofonia).

## Conduttori
Nella fascia pomeridiana, i primi conduttori sono stati Antonella Giampaoli ed Emilio Levi che condurranno per quattro (a volte sei) mesi all'anno, alternandosi con gli altri conduttori, fino al 1987. Nella fascia serale, i primi conduttori sono stati Cinzia Donti e Mario Pezzolla. Quest'ultimo passerà nel 1986 a RaiStereoUno.
Tra i tanti conduttori, oltre a quelli appena citati, ecco alcune coppie o terzetti celebri, che hanno fatto la storia della programmazione radiofonica italiana:
- Il pomeriggio in Studio Due:
  - Francesco Acampora, Maurizio Catalani e Myriam Fecchi
  - Clelia Bendandi e Sergio Mancinelli
  - Clelia Bendandi e Carlo de Blasio
  - Clelia Bendandi e Gerardo Panno
  - Francesco Acampora, Maurizio Catalani e Maria Sole Santasilia
  - Francesco Acampora, Alfredo Morabito e Maria Sole Santasilia
  - Luciana Biondi e Federico Biagione
  - Ivano Guidoni e Isabella Orazi
  - Francesco Acampora e Clelia Bendandi
  - Luciana Biondi, Clelia Bendandi e Cristiana Niro
  - Luciana Biondi, Clelia Bendandi e Francesco Acampora
  - Simonetta Zauli e Alfredo Morabito
  - Federico Biagione, Alfredo Morabito e Clarita Busti
- La sera in FM Musica:
  - Carlo de Blasio e Mario Tagliaferri
  - Luciana Biondi e Teo Bellia
  - Antonella Condorelli e Mario Tagliaferri
  - Myriam Fecchi e Tiberio Timperi
  - Cinzia Donti e Filippo Firli
  - Salvatore Calise e Antonella Casco
  - Mario Panda e Patrizia Zani
  - Alex Peroni e Max Venegoni
  - Massimo Cerri e Alex Peroni
  - Myriam Fecchi e Andrea Torre
  - Mario Tagliaferri, Ivo Caliendo e Federica Savona
  - Isabella Orazi e Andrea Torre
- Stereo Sport
  - Barbara Condorelli e Mario Pezzolla
  - Gian Maurizio Foderaro e Rita Pernarella
  - Oreste Chimenti e Rita Pernarella
  - Gian Maurizio Foderaro e Emanuela Castellini
  - Gian Maurizio Foderaro e Isabella Orazi
  - Clelia Bendandi e Gerardo Panno
  - Daniela Debolini e Gerardo Panno
  - Salvatore Calise e Roberto Raspani Dandolo
  - Clelia Bendandi e Roberto Raspani Dandolo
  - Gerardo Panno e Clarita Busti
- Deejay Mix
  - Maurizio Massini
  - Stefano Carboni
  - Stefano Gamma
- Stereodue Classic:
  - Piero Caraba
  - Francesco Maria Marcucci
  - Lorenzo Macrì
  - Corrado Russo
- Altri conduttori:
  - Salvatore Calise · Francesco Scelta · Nicoletta De Ponti · Mauro Micheloni · Cristiana Niro · Giorgio Panariello · Roberto Raspani Dandolo · Maria Sole Santasilia · Fabio Santini · Andrea Torre